# Roberto Rive

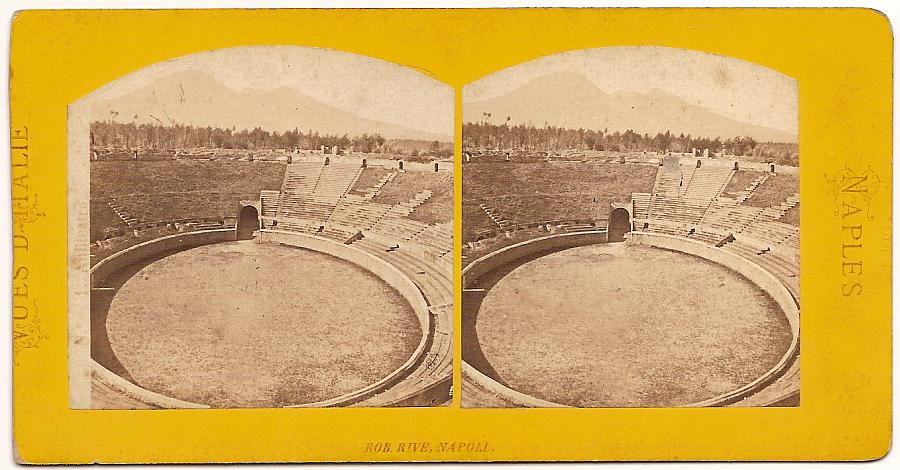
Roberto Rive: Stereoskopický snímek Amfiteátru v Pompejích

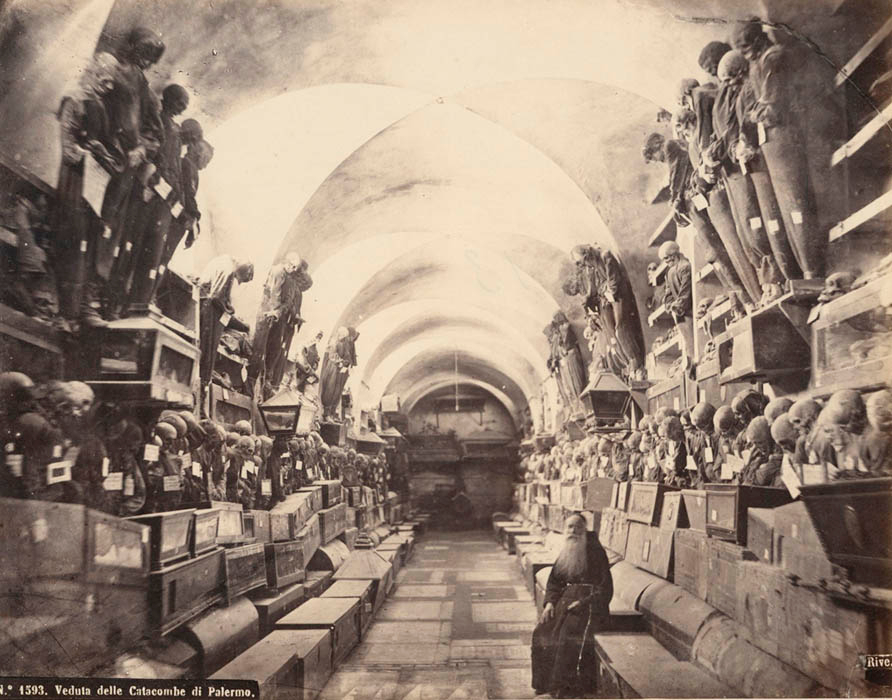
Palermo

Roberto Rive (roz. Robert Rive, činný přibližně 1860 až 1889) byl fotograf pocházející pravděpodobně z Anglie a aktivně působil v Itálii. Jeho přesná data narození a úmrtí nejsou známa.

## Život a dílo
Robert Rive pracoval jako krajinářský a portrétní fotograf v Neapoli. Po několika letech si poitalštil své křestní jméno na Roberto. Zúčastnil se Světové výstavy v Paříži 1867, vystavoval také na výstavě 10th Annual Exhibition of the Photographie. Jeho studio produkovalo topografické série Neapole, z Pompejí, Sorrenta, Capri, Amalfi, Sicílie, ale také řadu italských motivů ze severu a středu země. Vlastnil studia v Neapoli, Palazzo Serracapriola, Palazzo Lieti.
Giorgio Sommer a Roberto Rive začali systematicky sepisovat památky a dokumenty každodenního života a ty sjednotili v úžasné kolekci, která poskytovala informace o Kampánii a Sicílii.
Také patentoval fotocitlivý papír v jižní Itálii.

## Sbírky
Díla autora se nacházejí v následujících sbírkách:
- Museo di Roma[nedostupný zdroj]
- Jean Paul Getty Museum
- Musée D'Orsay

## Galerie
Čísla fotografií jsou z originálního katalogu.

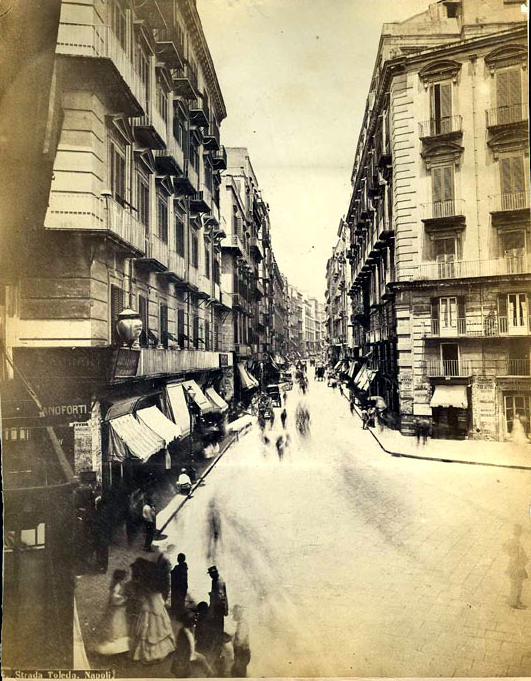
004 - Neapol
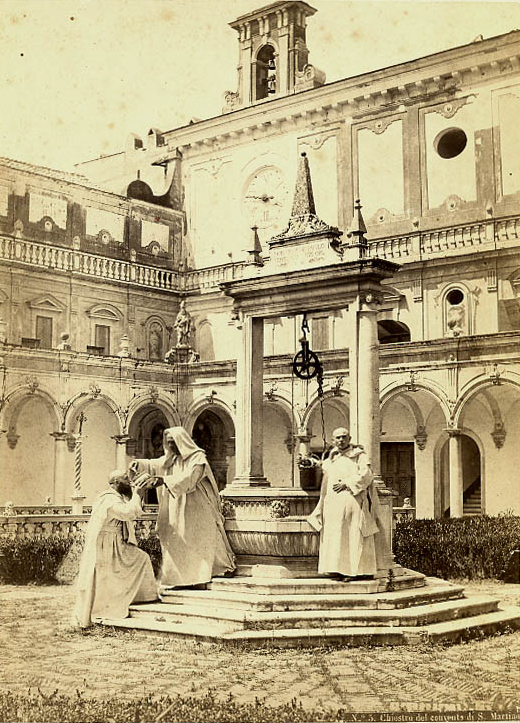
005 - Neapol
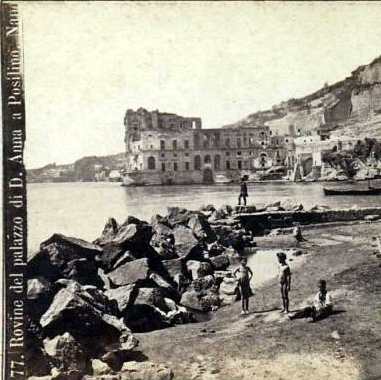
077 - Neapol (detail)
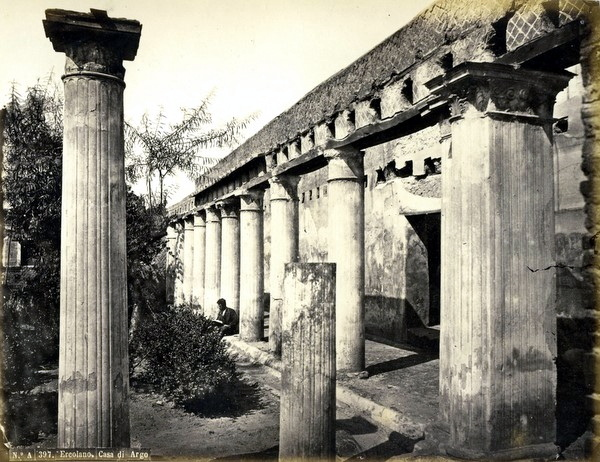
397 - Herculaneum
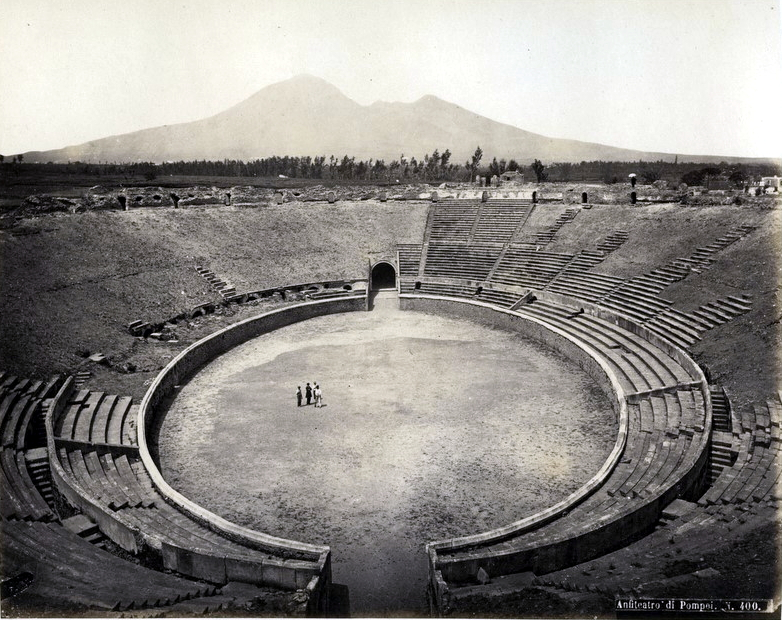
400 - Amfiteátr, Pompeje
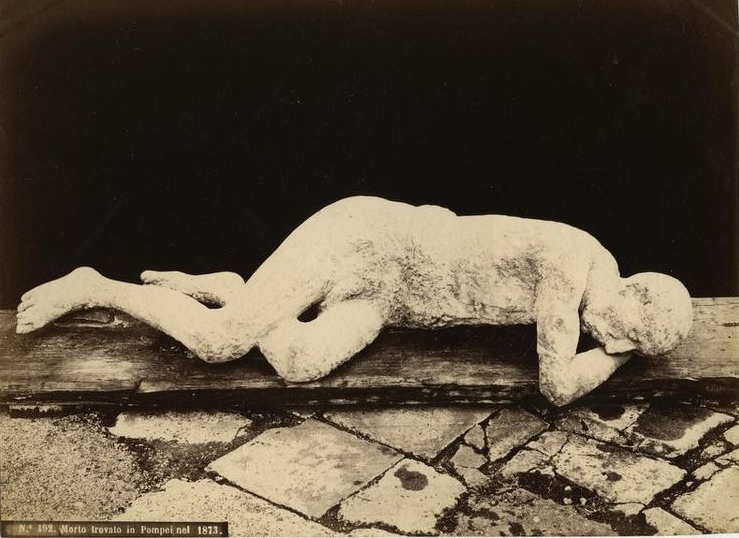
492 - Pompeje
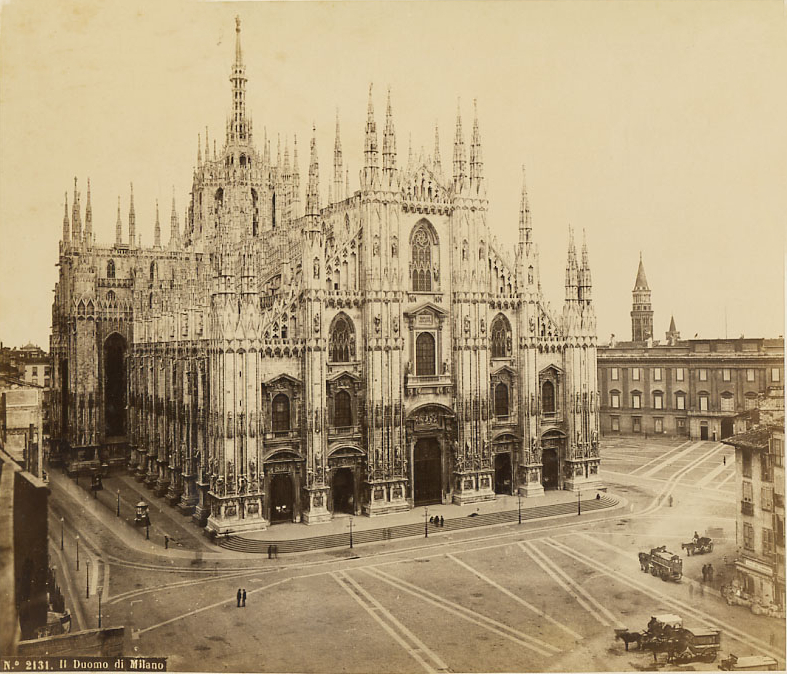
2131 - Miláno